# بوريانا
بوريانا (بالإيطالية: Borriana)‏ هي بلدية في مقاطعة بييلا في إقليم بييمونتي في إيطاليا.

## السكان
في سنة 1861 بلغ عدد السكان 665 نسمة، وتطور العدد ليصل في سنة 2011 لـ 880 نسمة.
يظهر هذا المخطط البياني تطور النمو السكاني لـ بوريانا